# كولن شايس
كولن شايس (بالإنجليزية: Colin Chase)‏ هو رسام كارتون وممثل أمريكي، ولد في 13 أبريل 1886 في الولايات المتحدة، وتوفي بنفس المكان في 24 أبريل 1937.

## وصلات خارجية
- كولن شايس على موقع IMDb (الإنجليزية)
- كولن شايس على موقع قاعدة بيانات الفيلم (الإنجليزية)